# Schwielochsee
Schwielochsee (dolnołuż. Gójacki jazor) – jezioro w Niemczech na rzece Sprewie. 
Powierzchnia akwenu wynosi według różnych źródeł od 11,5 do 13,3 km². Łączy się on z kanałem Odra-Sprewa i (pośrednio) z jeziorami wokół Berlina. Brzegi w większości są porośnięte przez lasy.
Na jeziorze operował w latach 80. XX wieku polski Jacht Klub "Łużyce", który zrzeszał pracowników budujących pobliską elektrownię Jänschwalde.